# یواس‌اس ناگاتاک (وای‌تی‌ام–۷۵۳)
یواس‌اس ناگاتاک (وای‌تی‌ام-۷۵۳) (به انگلیسی: USS Naugatuck (YTM–753)) یک کشتی بود که طول آن 107’ بود. این کشتی در سال ۱۹۵۳ ساخته شد.